# Syvänsaaret (ö i Norra Savolax)
Syvänsaaret är en ö i Finland. Den ligger i sjön Saittajärvi och i kommunen Kuopio i den ekonomiska regionen  Kuopio ekonomiska region  och landskapet Norra Savolax, i den centrala delen av landet, 300 km norr om huvudstaden Helsingfors. Öns area är 0,2 hektar och dess största längd är 80 meter i sydöst-nordvästlig riktning.  Notera att namnet antyder att det är fråga om flera öar.